# Masdevallia eumeces
Masdevallia eumeces là một loài thực vật có hoa trong họ Lan. Loài này được Luer mô tả khoa học đầu tiên năm 1989.